# Melandrium lapponicum
Melandrium lapponicum là loài thực vật có hoa thuộc họ Cẩm chướng. Loài này được Kuzen. mô tả khoa học đầu tiên.